# مقاطعة فيشكوف
مقاطعة فيشكوف (بالتشيكية: Okres Vyškov)‏ هي مقاطعة (أوكريس) في إقليم جنوب مورافيا في جمهورية التشيك.
عاصمة هذه المقاطعة هي فيشكوف.

## اقرأ أيضاً
- مقاطعات جمهورية التشيك